# エレベーターマンション
エレベーターマンションは、かつて吉本興業東京本社（東京吉本、厳密には子会社のよしもとクリエイティブ・エージェンシー）に所属していたお笑いコンビ。東京NSC9期生。2016年3月31日解散。

## メンバー
大塚 甲喜（おおつか こうき、1981年8月10日 - ）
- ツッコミ担当、立ち位置は向かって左。千葉県出身。O型。
- 文田大介（囲碁将棋）、大波康平（タモンズ）、浅井優（元・山田カントリー、現・バケモン先生）、滝野元気（サヨナラダンス）とルームシェアしている（通称「鷺沼ハウス」）。
- 以前は、あんこ～るチョッパーMASAと「ヨコハマナンバー」として活動していた。
- 大塚山という芸名でピン芸人として活動していたこともある。
- 根建太一（囲碁将棋）と仲が良く、2008年のM-1に「内容」というコンビで出場した。

大河 壮太（おおかわ そうた、1984年11月4日 - ）
- ボケ担当、立ち位置は向かって右。静岡県出身。A型。
- 橘実（元・エリートヤンキー）とルームシェアをしていた。
- 以前は西嶋永悟（元・エリートヤンキー、現・シンガリ）とコンビを組んでいた。
- 山田庸平（元・山田カントリー）と仲が良い。
- AKB48が好きで推しメンは篠田麻里子。
- じろう（シソンヌ）に、「名探偵コナンの怪盗キッドに似てる」と言われた[1]。
- 解散後は「お野菜太郎」の芸名でピン芸人として活動。2018年に三代目「農業で住みます芸人」に就任し[2]、以降は宮城県仙台市を拠点に活動している。

## 出演
- 火花 第2話（2016年、Netflix）